# 河图镇 (岳西县)
河图镇，是中华人民共和国安徽省安庆市岳西县下辖的一个乡镇级行政单位。

## 行政区划
河图镇下辖以下地区：
南河村、明堂村、河图村、岚川村、凉亭村、金杨村和皖源村。